# Alexa und Katie
Alexa und Katie ist eine US-amerikanische Sitcom, die von dem Video-on-Demand-Anbieter Netflix ausgestrahlt wird. Es ist die erste Mehrkamera-Produktion der Plattform. Die erste, aus 13 Folgen bestehende Staffel feierte am 23. März 2018 ihre Premiere. Am 10. April 2018 verlängerte Netflix die Serie um eine weitere Staffel, die aus zehn Episoden besteht und seit dem 26. Dezember 2018 verfügbar ist. Am 15. Februar 2019 gab Netflix bekannt, eine dritte Staffel bestellt zu haben. Diese wird aus insgesamt 16 Episoden bestehen, allerdings wurden sie aufgeteilt. Die ersten acht Folgen wurden am 30. Dezember 2019 veröffentlicht, die restlichen acht und somit letzten der Serie feierten am 13. Juni 2020 ihre Premiere.

## Handlung
Bei der Jugendlichen Alexa Mendoza wird Leukämie diagnostiziert. Nachdem ihr Arzt ihr den Schulbesuch erlaubt hat, bereitet sie sich mit ihrer besten Freundin Katie Cooper auf ihren ersten Tag an der Highschool vor. Allerdings fallen Alexas Haare aufgrund der Chemotherapie aus, wofür sie sich schämt. Sie beschließt, die Krankheit vor ihren Mitschülern erst einmal geheim zu halten, da sie von diesen, vor allem ihrer Rivalin Gwenny, keinerlei Mitleid erhalten will. Die beiden Schülerinnen müssen sich zudem mit Problemen vieler Jugendlicher wie beispielsweise der ersten Liebe oder schlechten Noten zurechtfinden.
Neben dem schulischen Alltag wird auch das Privatleben der beiden Mädchen behandelt: Dave und Lori, Alexas Eltern, haben zunächst Schwierigkeiten, mit der Krankheit ihrer Tochter umzugehen, vor allem ihr Vater, während Lori ihr gegenüber überbehütend ist und ihr oftmals zu viel durchgehen lässt, was Alexa nicht selten in Schwierigkeiten bringt. Ihr älterer Bruder Lucas wirkt manchmal einfältig und neckt seine Schwester gern, allerdings hat er eigentlich ein gutes Herz und will Arzt werden, um anderen Menschen zu helfen.
Katies Mutter Jennifer, die alleinerziehend und geschieden ist, holt zurzeit ihren College-Abschluss nach, da die Familie oft knapp bei Kasse ist. Sie ist gut mit Lori und Dave befreundet und teilt mit Katies kleinerem Bruder Jack die Leidenschaft für Football. Jack ist zwar noch jung, versteht aber, dass Alexas Krankheit für sie sehr belastend ist, weswegen er sie oft unterstützen will.

## Besetzung und Synchronisation
Die deutsche Synchronisation entstand bei der VSI Synchron in Berlin. Katharina Gräfe verfasste die Dialogbücher und führte die Dialogregie.

### Hauptbesetzung
| Rolle           | Schauspieler     | Hauptrolle      | Nebenrolle | Synchronsprecher   |
| --------------- | ---------------- | --------------- | ---------- | ------------------ |
| Alexa Mendoza   | Paris Berelc     | 1.01–3-16       |            | Olivia Büschken    |
| Katie Cooper    | Isabel May       | 1.01–3.16       |            | Jodie Blank        |
| Jennifer Cooper | Jolie Jenkins    | 1.01–3.16       |            | Nicole Hannak      |
| Lucas Mendoza   | Emery Kelly      | 1.01–3.16       |            | Sebastian Kluckert |
| Dave Mendoza    | Eddie Shin       | 1.01–3.16       |            | Tobias Nath        |
| Jack Cooper     | Finn Carr        | 1.01–3.16       |            | Laurine Betz       |
| Lori Mendoza    | Tiffani Thiessen | 1.01–3.16       |            | Melanie Hinze      |
| Dylan Greene    | Jack Griffo      | 2.01–2.10, 3.05 | 1.04–1.13  | Heiko Akrap        |

### Nebenbesetzung
| Rolle             | Schauspieler           | Nebenrolle                         | Synchronsprecher                                           |
| ----------------- | ---------------------- | ---------------------------------- | ---------------------------------------------------------- |
| Gwenny Thompson   | Kerri Medders          | 1.01–3.15                          | Lisa May-Mitsching                                         |
| Reagan Ross       | Iman Benson            | 1.01–3.15                          | Sophia Schaefer                                            |
| Hannah            | Merit Leighton         | 1.01–3.15                          | Jennifer Weiß                                              |
| Ryan              | Nathaniel J. Potvin    | 1.05–3.15                          | Amadeus Strobl                                             |
| Meagan            | Nadja Alaya            | 1.01–2.10                          | Giovanna Winterfeldt (Staffel 1) Betty Förster (Staffel 2) |
| Vanessa           | Alyssa Jirrels         | 1.05, 1.07, 1.09, 1.13             | Melinda Rachfahl                                           |
| Cameron           | Ricky Garcia           | 1.06, 1.13, 2.07, 2.10             | Lasse Dreyer                                               |
| Barry             | Scott Wordham          | 1.04–3.16                          | Dirc Simpson                                               |
| Cody              | Jordan Austin Smith    | 2.01–3.15                          | Max Felder                                                 |
| Dr. Corts         | Constance Marie        | 3.01, 3.07–3.08, 3.12              |                                                            |
| Spencer           | Gunner Burkhardt       | 3.02–3.16                          |                                                            |
| Aiden             | Barrett Carnahan       | 3.05–3.16                          | Tim Schwarzmaier                                           |
| Joe Perry         | Brady Smith            | 3.08–3.16                          | Peter Flechtner                                            |
| Nathan            | Anthony Keyvan         | 1.07–3.15                          | Philip Süß                                                 |
| Brian             | Nathan Frizzell        | 2.10, 3.04, 3.10, 3.16             |                                                            |
| Direktorin Trugly | Meagen Fay             | 1.01, 3.09                         |                                                            |
| Coach Winters     | Jenica Bergere         | 1.03, 1.09, 2.04                   | Sabine Walkenbach                                          |
| Miss Rogers       | Katie Walder           | 1.05, 1.07, 3.02                   | Silvia Mißbach                                             |
| Schwester Chad    | Avery Monsen           | 1.08, 2.04, 3.02                   | Florian Clyde                                              |
| Steve             | Liam Attridge          | 2.04, 2.07, 2.10                   |                                                            |
| Dr. Breitwiser    | Gregg Daniel           | 2.01, 2.08                         | Frank Ciazynski                                            |
| Schwester Lynda   | Carmella Riley         | 1.01, 1.08                         | Almut Zydra                                                |
| Pizzalieferant    | Cutter Garcia          | 1.02, 1.13                         |                                                            |
| Britney           | Megan Truong           | 1.03, 1.05, 1.13                   | Betty Förster                                              |
| Mackenzie         | Tess Aubert            | 1.03–1.04                          | Bettina Kenney                                             |
| Michelle          | Eris Baker             | 1.08                               | Moira May                                                  |
| Justin            | Gus Kamp               | 1.08                               | Fabian Kluckert                                            |
| Loretta           | Lee Garlington         | 1.10                               | Isabella Grothe                                            |
| Robbie Cooper     | Alan Ritchson          | 1.10                               | Tim Knauer                                                 |
| Sam               | Joe Regalbuto          | 1.10                               | Bodo Wolf                                                  |
| Sue               | Lilly Cornell Warriner | 2.07, 2.09, 3.05, 3.10, 3.14, 3.16 |                                                            |
| Frances           | Carol Mansell          | 3.11                               |                                                            |
| Ainsley           | Raegan Revord          | 3.03                               |                                                            |

## Episodenliste

### Staffel 1
| Nr. (ges.) | Nr. (St.) | Deutscher Titel          | Originaltitel         | Regie            | Drehbuch          |
| --- | --------- | ------------------------ | --------------------- | ---------------- | ----------------- |
| 1 | 1         | Haarige Angelegenheiten  | Bad Hair Day          | Andy Cadiff      | Heather Wordham   |
| Nachdem Alexa Mendozas Arzt ihr nach einer längeren Krebsbehandlung den Schulbesuch genehmigt, freut sie sich mit ihrer besten Freundin Katie Cooper auf den ersten Tag an der High School. Zuhause stellt sie jedoch fest, dass sie aufgrund ihrer andauernden Chemotherapie Haare verliert, was sie aufgelöst zur Kenntnis nimmt. Später bewirft sie mit Katie das Haus ihrer Rivalin Gwenny mit Toilettenpapier, allerdings wohnt in dem Haus ihre Schuldirektorin Trugly. Sie werden für drei Tage suspendiert, Katie reagiert wütend, als sie erfährt, dass Alexa wusste, wem das Haus gehört. Als Katie in ihrer Ski-Mütze, die sie Alexa geborgt hatte, Haare findet, versteht sie, warum ihre Freundin suspendiert werden wollte. Sie geht zu Alexa und sichert ihr ihre Unterstützung zu, danach rasiert sie sich aus Solidarität ihren Kopf kahl. |           |                          |                       |                  |                   |
| 2 | 2         | Perücken                 | Wigs                  | Andy Cadiff      | Heather Wordham   |
| Alexa und Katie gehen einkaufen, um sich Perücken zu besorgen. Eine Perücke gefällt Katie, ist aber für ihre Verhältnisse eigentlich mit einem Preis von 300 Dollar viel zu teuer. Da sie Alexa ihre Geldprobleme verschweigen will, kauft sie sie trotzdem, Alexa bekommt eine bunte Haarpracht. Bei Alexa zu Hause hat ihr Vater Dave große Schwierigkeiten damit, sie ohne Haare zu betrachten, während ihr Bruder Lucas sich einen Spaß aus Alexas Aussehen macht und sie Lex Luthor nennt. |           |                          |                       |                  |                   |
| 3 | 3         | Basketball               | Basketball            | Jeff Melman      | Matthew Carlson   |
| Alexa will sich für das Basketball-Team einschreiben, da ihre Rivalin Gwenny dort ebenfalls Mitglied ist, allerdings erlaubt es ihr Arzt aufgrund ihrer Chemotherapie nicht. Dafür nimmt Katie als eine Art Unterstützung an der Aufnahmeprüfung teil. Während dieser wehrt Katie einen Ball per Kopf ab, wodurch sie ihre Perücke verliert und ihre Kahlheit zum Vorschein kommt, weswegen ihre Mitschüler sie für eine Krebs-Patientin halten. In der Zwischenzeit arbeitet Alexas Mutter Lori im Home Office, um mehr Zeit für sie zu haben, muss aber feststellen, dass sie sich deswegen nicht mehr genug um ihre Kinder kümmern kann, da die Arbeit sie vollkommen einnimmt. |           |                          |                       |                  |                   |
| 4 | 4         | Nie wieder Hausarrest    | Ungroundable          | Jeff Melman      | Nancy Cohen       |
| Alexa stellt fest, dass es ihrer Mutter einfach nicht fertig bringt, ihr Hausarrest zu erteilen, weshalb sie Katie dazu überredet, allerhand Unsinn anzustellen. So sehen sie sich beispielsweise einen Film an, der erst ab 17 Jahren freigegeben ist, oder verschütten Kaffee auf Loris Lieblings-Pullover. Als Lori sie dabei erwischt, führt sie ein Gespräch mit Alexa, während dem diese ihr gesteht, dass sie gerne öfters Zeit mit Lori verbringen würde. Lori verspricht Alexa, mehr für sie da zu sein, danach verordnet sie ihrer Tochter schließlich Hausarrest, zudem engagiert sie einen Nachhilfelehrer für Alexa, da diese schlecht im Fach Mathematik ist. Bei dem Lehrer handelt sich um Dylan, der Lucas’ bester Freund ist. |           |                          |                       |                  |                   |
| 5 | 5         | Das Theaterstück: Teil 1 | The Play, Part 1      | Jeff Melman      | Gary Murphy       |
| Ihre Mitschüler behandeln Katie aufgrund ihrer vermeintlichen Krebserkrankung mit äußerster Fürsorge und Freundlichkeit. Als sie die Hauptrolle in einem geplanten Theaterstück erhält, wird Katie nachdenklich und fragt sich, ob sie nur aufgrund ihrer Lüge so viel Aufmerksamkeit und Bevorzugungen erhält. Währenddessen bittet Katies Mutter Jennifer Lucas, auf ihren jüngeren Sohn Jack aufzupassen, was sich aber als keine besonders leichte Aufgabe herausstellt, da Jack trotz seines jungen Alters sehr gerissen sein kann. |           |                          |                       |                  |                   |
| 6 | 6         | Jahrbuchfoto             | Picture Day           | Victor Gonzalez  | Ray Lancon        |
| Alexa gesteht schließlich, dass nicht Katie, sondern sie an Krebs erkrankt ist. Daraufhin wird sie von Gwenny ungewöhnlich nett behandelt, was ihr gar nicht gefällt. Deswegen spielt sie Gwenny ständig Streiche, bis diese schließlich wieder gemein zu ihr ist. Derweil liefern sich Jennifer und Jack mit Dave einen erbitterten Baseball-Wettkampf. |           |                          |                       |                  |                   |
| 7 | 7         | Das Theaterstück: Teil 2 | The Play, Part 2      | Jeff Melman      | Todd Linden       |
| Katie vernachlässigt Alexa mehr und mehr, da sie sich auf das bevorstehende Theaterstück vorbereiten muss, was ihre Freundschaft belastet. Während der Proben erhält Katie von Lori ungefragt Ratschläge und Lebensweisheiten, wodurch Jennifer zunehmend genervt ist. |           |                          |                       |                  |                   |
| 8 | 8         | Selbsthilfegruppe        | Support Group         | Phill Lewis      | Erin Wagoner      |
| Alexa muss wieder ins Krankenhaus eingeliefert werden. Katie besucht sie, fühlt sich aber in der Gesellschaft der anderen jungen Krebs-Patienten, mit denen sich Alexa angefreundet hat, ein wenig fehl am Platz. Inzwischen macht sich Lori Sorgen um Alexa, weswegen sie eine große Menge an Keksen backt, um so die Krankenschwestern zu bestechen, damit sie sich ihrer Tochter besonders stark widmen. |           |                          |                       |                  |                   |
| 9 | 9         | Winter-Luau              | Winter Luau           | Trevor Kirschner | Kamon Naddaf      |
| Alexas Immunsystem ist für den Schulbesuch zu schwach, weswegen sie zu Hause bleiben muss. Mithilfe ihres iPad kommuniziert sie per Video-Chats mit Katie, damit sie ihren Stoff nachholen kann. Derweil findet an Jacks Schule eine Veranstaltung zur Berufsorientierung statt. Jennifer ist aufgelöst, als Jack nicht sie, sondern Dave fragt, ob er mit ihm dort hingehen kann. |           |                          |                       |                  |                   |
| 10 | 10        | Thanksgiving             | Thanksgiving          | Trevor Kirschner | Gary Murphy       |
| Alexa erklärt sich bereit, das traditionelle Thanksgiving-Abendessen zu kochen, was jedoch bald in einem Desaster endet. Katie hat ebenfalls ein unangenehmes Erlebnis, als sie sich mit ihrem Vater trifft, der sie immer noch wie ein kleines Mädchen behandelt. |           |                          |                       |                  |                   |
| 11 | 11        | Geheime Übernachtung     | Secret Sleepover      | Katy Garretson   | Nancy Cohen       |
| Dave möchte Lucas dazu bewegen, wie er Pilot zu werden, weswegen er und Lori mit ihm das ganze Wochenende über Flugschulen besichtigen. Deswegen bleibt Alexa in dieser Zeit bei Katie zu Hause. Die beiden verfallen wieder in alte Muster und stellen zusammen viel Unsinn an, während Alexas Eltern fort sind. Später fragt Ryan, den Katie vom Theater-Kurs kennt, ob sie mit ihm zu dem alljährlichen Winter-Ball gehen möchte. |           |                          |                       |                  |                   |
| 12 | 12        | Winterball: Teil 1       | Winter Formal, Part 1 | Andy Cadiff      | Blake J. Williger |
| Jack findet auf der Straße eine Katze, die er mit nach Hause nimmt. Dort versteckt er sie, droht aber aufzufliegen, als Dave zu Besuch kommt und unter den Folgen einer heftigen Tierhaarallergie leidet. Später muss Jack die Katze an ihre Besitzer übergeben, da sie gar kein Streuner ist. Dafür erhält er später einen Hund, den er Potato nennt. In der Zwischenzeit kommen sich Dylan und Alexa näher, wovon Lucas gar nicht begeistert ist und die beiden ständig in ihrer Zweisamkeit stört und auseinander bringen will. |           |                          |                       |                  |                   |
| 13 | 13        | Winterball: Teil 2       | Winter Formal, Part 2 | Andy Cadiff      | Matthew Carlson   |
| Alexa und Katie bereiten sich auf den bevorstehenden Winter-Ball vor. Katie gesteht Alexa, dass sie Ryans Einladung gerne annehmen würde, als ihre etwas einfach gestrickte Freundin Hannah davon erfährt, verbreitet sie dies unter ihren Mitschülern. Schließlich geht Ryan zu Katie und reagiert auf ihr Geständnis sehr erfreut. Am Tag des Balls grassiert unter den Schülern eine Grippe-Welle, weswegen Alexa nicht mitkommen darf. Katie hat noch rechtzeitig die Idee, dass Alexa kommen kann, wenn sie einen Mund-Nasen-Schutz trägt. Auf dem Ball tragen alle Anwesenden einschließlich Gwenny ebenfalls die Maske. Alexa tanzt mit Dylan, es kommt schließlich zu einem gemeinsamen Kuss. Am Ende der Folge tanzen alle Schüler gemeinsam zu dem Lied Firework.                                                                                 |           |                          |                       |                  |                   |
| Am 23. März 2018 wurden alle Folgen der Staffel gleichzeitig bei Netflix veröffentlicht. |           |                          |                       |                  |                   |

### Staffel 2
| Nr. (ges.) | Nr. (St.) | Deutscher Titel                   | Originaltitel            | Regie              | Drehbuch          |
| --- | --------- | --------------------------------- | ------------------------ | ------------------ | ----------------- |
| 14 | 1         | Der zweite erste Tag              | Second First Day         | Trevor Kirschner   | Heather Wordham   |
| Die Mendoza-Familie erlebt eine Art Deja vu, als vor Katies und Alexas erstem Schultag in der zehnten Klasse bei Alexa eine medizinische Untersuchung ansteht. Wie auch schon zuvor erlaubt Dr. Breitweiser Alexa schließlich den Schulbesuch. |           |                                   |                          |                    |                   |
| 15 | 2         | Chore Cats                        | ChoreCats                | Trevor Kirschner   | Nancy Cohen       |
| Katie und Alexa bieten mithilfe einer App kleinere Dienstleistungen an, um mit dem verdienten Geld Katies Schauspielkurs in London zu finanzieren. Währenddessen liefern sich Jennifer und Jack eine Wette, wer ohne sein Laster (Kaffee beziehungsweise Schokolade) am längsten durchhält, was beide vor eine schwere Probe stellt. |           |                                   |                          |                    |                   |
| 16 | 3         | #GWENCAS                          | #GWENCAS                 | Victor Gonzalez    | Ray Lancon        |
| Da Katies Idee mit der Dienstleistungs-App nicht wirklich gut funktioniert hat, nimmt sie eine Arbeit als Barista im Café Wired an, Jennifer erzählt sie davon nichts. Zudem hilft sie Alexa dabei, die neue Beziehung zwischen Lucas und Gwenny zu manipulieren. |           |                                   |                          |                    |                   |
| 17 | 4         | Probespiel und Latte-Moves        | Tryouts and Latte Doubts | Victor Gonzalez    | Todd Linden       |
| Katie hat bei ihrer neuen Arbeitsstelle mit schwierigen Kunden und deren Bestellungen zu kämpfen, während Alexa bemerkt, dass ihre Leistungen im Basketball durch ihre Erkrankung nachgelassen haben. Schließlich bringt Katies stets schlecht gelaunter und pessimistischer Vorgesetzter Barry ihr bei, wie sie mit unhöflichen Kunden umgehen muss, und Alexa akzeptiert schließlich einen Platz als Ersatzspielerin im Junior varsity team. |           |                                   |                          |                    |                   |
| 18 | 5         | Erdnussbutter ohne Marmelade      | PB Without J             | Katy Garretson     | Eric Horsted      |
| Alexa und Dylan geraten in Streit, da er behauptet, dass sie zu viel Zeit mit Katie verbringt. Als diese davon erfährt, versucht sie, die Wogen auf einer Halloween-Party zu glätten, was jedoch in einer Trennung zwischen Alexa und Dylan endet. |           |                                   |                          |                    |                   |
| 19 | 6         | Shoppen gegen Kummer              | Shop ’Til You Cry        | Katy Garretson     | Blake J. Williger |
| Alexa unterdrückt ihre Trauer über die Trennung von Dylan und geht mit Katie, Lori und Jennifer shoppen, um sich abzulenken. Im Kleider-Geschäft bricht sie irgendwann über ihre erste gescheiterte Beziehung schließlich in Tränen aus. Derweil möchte Lucas auch seine erste Beziehung erleben und lässt sich von Dave in Sachen Verabredungen beraten. |           |                                   |                          |                    |                   |
| 20 | 7         | Katies Genie und Wahnsinn         | Katie’s Beautiful Mind   | Jody Margolin Hahn | Nancy Cohen       |
| Alexa trifft Dylan zum ersten Mal seit ihrer Trennung, sie wollen ein klärendes Gespräch führen, was aber scheitert. Währenddessen hat Katie große Schwierigkeiten damit, ihre Arbeit bei Wired und die Vorbereitungen für ihre Halbjahres-Prüfungen unter einen Hut zu bringen. Sie gesteht schließlich Jennifer, eine Stelle im Café zu haben. Derweil gründet Lucas mit seinen wie er nicht gerade mit Intelligenz gesegneten Klassenkameraden Cameron und Steve eine Band, worüber Lori und Dave alles andere als erfreut sind. |           |                                   |                          |                    |                   |
| 21 | 8         | Der Geist des vergangenen Krebses | The Ghost of Cancer Past | Victor Gonzalez    | Julia Miranda     |
| Kurz vor Weihnachten beschließt Lori, mit den Coopers zu wichteln. Jennifer zieht Lori als Wichtelpartnerin, weiß aber nicht, was sie ihr schenken könnte. Die Stimmung am Feiertag kippt, als Alexa die Tasche findet, mit der sie nach ihrer Diagnose ins Krankenhaus ging und in traurigen und auch verängstigten Erinnerungen an diese Zeit schwelgt. |           |                                   |                          |                    |                   |
| 22 | 9         | Silvester-Vorsätze                | New Year’s … Whoops      | Kelly Park         | Erin Wagoner      |
| Lori, die sehr ehrgeizig und eine schlechte Verliererin ist, spielt gemeinsam mit Jennifer, Jack und Dave an Silvester Party-Spiele. Da ihr Partner Jack mit diesen nicht vertraut ist, ist es für Jennifer und Dave ein leichtes Spiel, die beiden zu schlagen. Woanders findet Katie endlich den Mut, Ryan ihre wahren Gefühle für ihn zu gestehen, dazu kommt es jedoch nicht, als sie versehentlich die Wired-Espressomaschine zerstört. |           |                                   |                          |                    |                   |
| 23 | 10        | Geburtstag                        | Sweet Sixteen            | Trevor Kirschner   | Ray Lancon        |
| Katie muss mit den 2000 Dollar, die für ihren Aufenthalt in London gedacht waren, für die Espressomaschine aufkommen. Sie erzählt Alexa davon nichts, da sie ihre gute Stimmung vor deren 16. Geburtstag (der in den Vereinigten Staaten als Sweet Sixteen groß gefeiert wird) nicht kaputtmachen möchte. Währenddessen geben Jennifer und Jack beide vor, krank zu sein, um noch einen zusätzlichen Tag Urlaub beziehungsweise Schulferien zu haben. Lucas und seinen Bandmitgliedern gelingt es einfach nicht, Liedtexte zu schreiben, seine Schreibblockade wird noch verstärkt, als Gwenny aus den Ferien zurückkommt. Alexa findet schließlich Katies Missgeschick heraus, so dass sie den gemieteten Veranstaltungsort absagt und ihre Geburtstags-Feier in Katies Haus stattfindet. Dadurch spart sie so viel Geld, dass es für Katies London-Reise reicht. An ihrem Geburtstag gelingt es Lucas und seiner Band, ein paar Lieder zu spielen, sie erhält Besuch von ihrer Freundin Megan, die ebenfalls Krebs hat, und Katie schafft es schließlich, Ryan ihre Gefühle zu gestehen. |           |                                   |                          |                    |                   |
| Am 26. Dezember 2018 wurden alle Folgen der Staffel gleichzeitig bei Netflix veröffentlicht. |           |                                   |                          |                    |                   |

### Staffel 3
| Nr. (ges.) | Nr. (St.) | Deutscher Titel                   | Originaltitel                       | Regie                   | Drehbuch                                        |
| --- | --------- | --------------------------------- | ----------------------------------- | ----------------------- | ----------------------------------------------- |
| 24 | 1         | Erster Tag als Juniors            | 1st Day of Junior Year              | Trevor Kirschner        | Heather Wordham                                 |
| 25 | 2         | Der doofe Ordner                  | Stupid Binder                       | Gloria Caldéron Kellett | Nancy Cohen                                     |
| 26 | 3         | Erinnerungen                      | Always Something There to Remind Me | Victor Gonzalez         | Ray Lancon                                      |
| 27 | 4         | Katie-Bär und Ryan-Delfin         | Unconsciously Coupling              | Trevor Kirschner        | Grant Levy & Dominik Rothbard                   |
| 28 | 5         | Weihnachtsgefühle                 | All I Want for Christmas is You     | Jody Margolin Hahn      | Leo Chu & Eric Garcia                           |
| 29 | 6         | Kaffee mit einem Schuss Mord      | Writer-Director-Nervous Wreck       | Victor Gonzalez         | Lucas Brown Eyes                                |
| 30 | 7         | Irgendwie... komisch              | It's Just... Weird                  | Kelly Park              | Romi Barta                                      |
| 31 | 8         | Im Maul des Hais                  | Panic! At The Putt-Putt             | Trevor Kirschner        | Eric Horsted                                    |
| 32 | 9         | Letzter erster Schultag           | Last First Day                      | Erika Kaestle           | Julia Miranda                                   |
| 33 | 10        | Wie man ein besserer Barista wird | Rules for Better Barista-ing        | Jody Margolin Hahn      | Heather Wordham & Grant Levy & Dominik Rothbard |
| 34 | 11        | Manches verändert sich nie        | The Girl Who Cried Yelp             | Jody Margolin Hahn      | Nancy Cohen & Ray Lancon                        |
| 35 | 12        | Der Rest des Lebens               | Choose Your Own Adventure           | Erika Kaestle           | Joshua Grossman & Nathan Frizzell               |
| 36 | 13        | Über Krebs sprechen               | Speaking of Cancer                  | Kelly Park              | Leo Chu & Eric S. Garcia & Julia Miranda        |
| 37 | 14        | Die Smoke-Zone                    | The Smoke Show                      | Phill Lewis             | Nancy Cohen & Lucas Brown Eyes                  |
| 38 | 15        | Letzter Tanz                      | Last Dance                          | Kelly Park              | Ray Lancon & Romi Barta                         |
| 39 | 16        | Es fühlt sich richtig an          | This Feels Right                    | Kelly Park              | Eric Horsted & Grant Levy & Dominik Rothbard    |
| Am 30. Dezember 2019 wurden die ersten acht Episoden der Staffel gleichzeitig bei Netflix veröffentlicht, am 13. Juni 2020 die restlichen acht. |           |                                   |                                     |                         |                                                 |

## Rezeption
In der Internet Movie Database bekam Alexa und Katie eine durchschnittliche Bewertung von 7,3 Sternen basierend auf 2.253 Bewertungen. Auf Rotten Tomatoes erreichte die erste Staffel bei den Benutzern eine Bewertung von 82 Prozent, bei den Kritikern 100 Prozent. Die zweite Staffel erhielt von den Zuschauern eine Bewertung von 92 Prozent, die dritte Staffel 91 Prozent (Stand: 13. Juni 2019).
Hanh Nguyen von IndieWire schrieb „Dem charismatischen und schwungvollen Ensemble ist es zu verdanken, dass diese Handlungsstränge aufgehen, vor allem weil die Serie unglaublich albern ist, manchmal zu albern. Glücklicherweise hat die Besetzung den Willen und das komödiantische Talent, mit einem derartigen Thema umzugehen, ohne dass es forciert wirkt. [...] Alexa und Katie ist aufgrund des jugendlichen Tons vielleicht kein Liebling der Kritiker, aber es ist eine wichtige Serie, da sie versucht, sich vorsichtig an ein ernstes Thema heranzuwagen.“

## Nominierungen (Auswahl)
Emmy
- 2018: Nominierung in der Kategorie Beste Kinder-Fernsehserie[13]

Writers Guild of America Award
- 2018: Nominierung in der Kategorie Beste Episode einer Kinder-Fernsehserie oder beste Kinder-Spezialsendung, für Ray Lancon (Episode Picture Day)[14]
- 2019: Nominierung in der Kategorie Beste Episode einer Kinder-Fernsehserie oder beste Kinder-Spezialsendung, für Nancy Cohen (Episode Stupid Binder)[15]
- 2019: Nominierung in der Kategorie Beste Episode einer Kinder-Fernsehserie oder beste Kinder-Spezialsendung, für Romi Barta (Episode It's Just... Weird)[16]

Daytime Emmy Award
- 2020: Nominierung in der Kategorie Beste Jugend-Fernsehserie[17]